# Antimimistis attenuata
Antimimistis attenuata är en fjärilsart som beskrevs av Moore 1887. Antimimistis attenuata ingår i släktet Antimimistis och familjen mätare. Inga underarter finns listade i Catalogue of Life.